# Fatiha Baouf
Fatiha Baouf (Settat, 15 juli 1970) is een Belgische, van oorsprong Marokkaanse langeafstandsloopster uit Chapelle-Lez-Herlaimont. Ze is tweevoudig Belgisch kampioene op de 5000 m en enkelvoudig Belgisch kampioene bij het veldlopen.

## Loopbaan
Baouf won in 2002-2003 de Crosscup. Ook won ze dat jaar de Europa Cup C op de 1500 m.
In 2004 liep Fatiha Baouf een Belgische record op de 5000 m van 15.15,58. Ook werd ze dat jaar tweede op de marathon van Eindhoven in 2:39.41.
Baouf is aangesloten bij de atletiekvereniging CABW Nivelles.

## Kampioenschappen

### Marokkaanse kampioenschappen
| Onderdeel | Jaar |
| --------- | ---- |
| 3000 m    | 1991 |
| 10.000 m  | 1995 |

### Belgische kampioenschappen
| Onderdeel | Jaar       |
| --------- | ---------- |
| 5000 m    | 1999, 2004 |
| veldlopen | 2003       |

## Persoonlijke records
Baan
| Onderdeel   | Prestatie        | Datum            | Plaats         |
| ----------- | ---------------- | ---------------- | -------------- |
| 1500 m      | 4.07,65          | 24 augustus 2001 | Brussel        |
| 1 Eng. mijl | 4.33,29          | 20 juli 2002     | Heusden-Zolder |
| 3000 m      | 9.07,27          | 16 juni 2002     | Woluwe         |
| 5000 m      | 15.15,58 (ex NR) | 31 juli 2004     | Heusden-Zolder |
| 10.000 m    | 32.36,23         | 15 april 2006    | Antalya        |

Weg
| Onderdeel      | Prestatie | Datum           | Plaats     |
| -------------- | --------- | --------------- | ---------- |
| 10 km          | 32.02     | 2 april 2006    | Brunssum   |
| 15 km          | 50.24     | 24 april 2005   | Maastricht |
| halve marathon | 1:12.39   | 25 maart 2007   | Venlo      |
| marathon       | 2:39.41   | 10 oktober 2004 | Eindhoven  |

Indoor
| Onderdeel | Prestatie       | Datum           | Plaats |
| --------- | --------------- | --------------- | ------ |
| 1500 m    | 4.14,67 (ex-NR) | 25 januari 2003 | Gent   |
| 3000 m    | 9.01,41         | 8 februari 2004 | Gent   |

## Palmares

### 1500 m
- 2002:  Europacup C in Belgrado - 4.14,88

### 3000 m
- 1991:  Marokkaanse kamp. - 10.04,66

### 5000 m
- 1999:  BK AC - 16.08,84
- 2004:  BK AC - 15.50,20
- 2006:  Europacup A in Praag - 16.05,29

### 10.000 m
- 1995:  Marokkaanse kamp. - 37.57,2
- 2006: 5e Europacup - 32.36,23

### 5 km
- 2008: 4e Maastrichts Mooiste - 16.34

### 10 km
- 2004:  Loopfestijn Voorthuizen - 32.40
- 2004: 5e Parelloop - 33.12
- 2005: 4e Tilburg Ten Miles - 32.56
- 2006:  Groet uit Schoorl - 32.13
- 2006:  Parelloop - 32.02
- 2006:  Corrida van Houilles - 33.23
- 2007: 5e Parelloop - 33.54
- 2007:  Goudse Nationale Singelloop - 37.03
- 2008:  Parelloop - 33.10
- 2008: 7e Singelloop Utrecht - 34.37

### 15 km
- 2005:  Maastrichts Mooiste - 50.24
- 2004:  Montferland Run - 50.41
- 2005: 6e Montferland Run - 54.49
- 2006:  Maastrichts Mooiste - 52.56

### 10 Eng. mijl
- 2007: 13e Dam tot Damloop - 1:00.15
- 2007: 16e Great South Run - 0:58.18
- 2013:  Oostende-Brugge Ten Miles - 1:03.20

### 20 km
- 2008:  20 km van Brussel - 1:10.56
- 2014:  20 km van Brussel - 1:17.26

### halve marathon
- 2006:  Drunense Duinen Halve Marathon - 1:14.30
- 2006:  6e Bredase Singelloop - 1:15.34
- 2006:  Venloop - 1:13.00
- 2007: 16e Great North Run - 1:19.15
- 2007:  Venloop - 1:12.39

### marathon
- 2004:  marathon van Eindhoven - 2:39.41

### veldlopen
- 2001: 25e WK veldlopen (korte afstand) - 15.44
- 2001: 42e EK veldlopen (lange afstand) - 16.34
- 2002: 37e WK veldlopen (korte afstand) - 14.29
- 2004: 39e WK veldlopen (korte afstand) - 14.17
- 2003:  BK AC - 27.00
- 2005:  Great North Cross Country - 23.54,4